# 鳴海配水場
鳴海配水場（なるみはいすいじょう）は、愛知県名古屋市緑区桃山四丁目にある名古屋市上下水道局の給水施設。

## 概要
鳴海配水場は名古屋市上下水道局の給水施設で、犬山取水場で取り入れた水を春日井浄水場に送水のうえ浄化して水道水を作り、ここから送られた水を緑区周辺に配水している。配水方法は自然流下式であるが、比較的低い場所へ配水する場合は配水池から、中程度および高い場所へは配水池より配水塔へポンプで汲み上げたのちに自然流下で配水する。塔の上部は有効水量2,200立方メートル（水深6メートル）、下部は8,200立方メートル（水深12メートル）の貯水能力を持つ。
当該配水場の場所に緑区桃山が選定されたのは、起伏に富む地域へ水を自然流下させるに適する標高であること、配水区域のほぼ中心にあること、地盤が安定していること、将来の施設増設の余地があることによった。

## 歴史
緑区は愛知郡鳴海町と知多郡有松町、同大高町の合併により1963年（昭和38年）に誕生した区であるが、合併以前の町民の飲料水といえば井戸水が水源であった。しかしながら、飲料水の供給には上水道の布設が望まれることで1961年（昭和36年）には愛知用水が完工し、ここから中継地を経てこの地域へと配水されたのが緑区周辺における水道の始まりであった。その後、3町は名古屋市に編入されたことで、市は安定的な給水体制を確立するべく水道整備を推進して、1967年（昭和42年）には鳴海町に若田配水場を建設のうえここから配水した。
しかし、市内東部丘陵地域の人口急増を受けて緑区に鳴海配水場を建設することになり、1972年（昭和47年）に稼働を開始した。
配水機能および業務所の移転が進行したことを受けて若田配水場は1976年（昭和51年）に廃止された。1983年（昭和58年）には配水塔が完成、運用が開始されている。

### 年表
- 1972年（昭和47年）3月31日 : 鳴海配水場稼働開始[1]。
- 1983年（昭和58年）3月14日 : 配水塔の稼働開始[1]。

## 施設外観

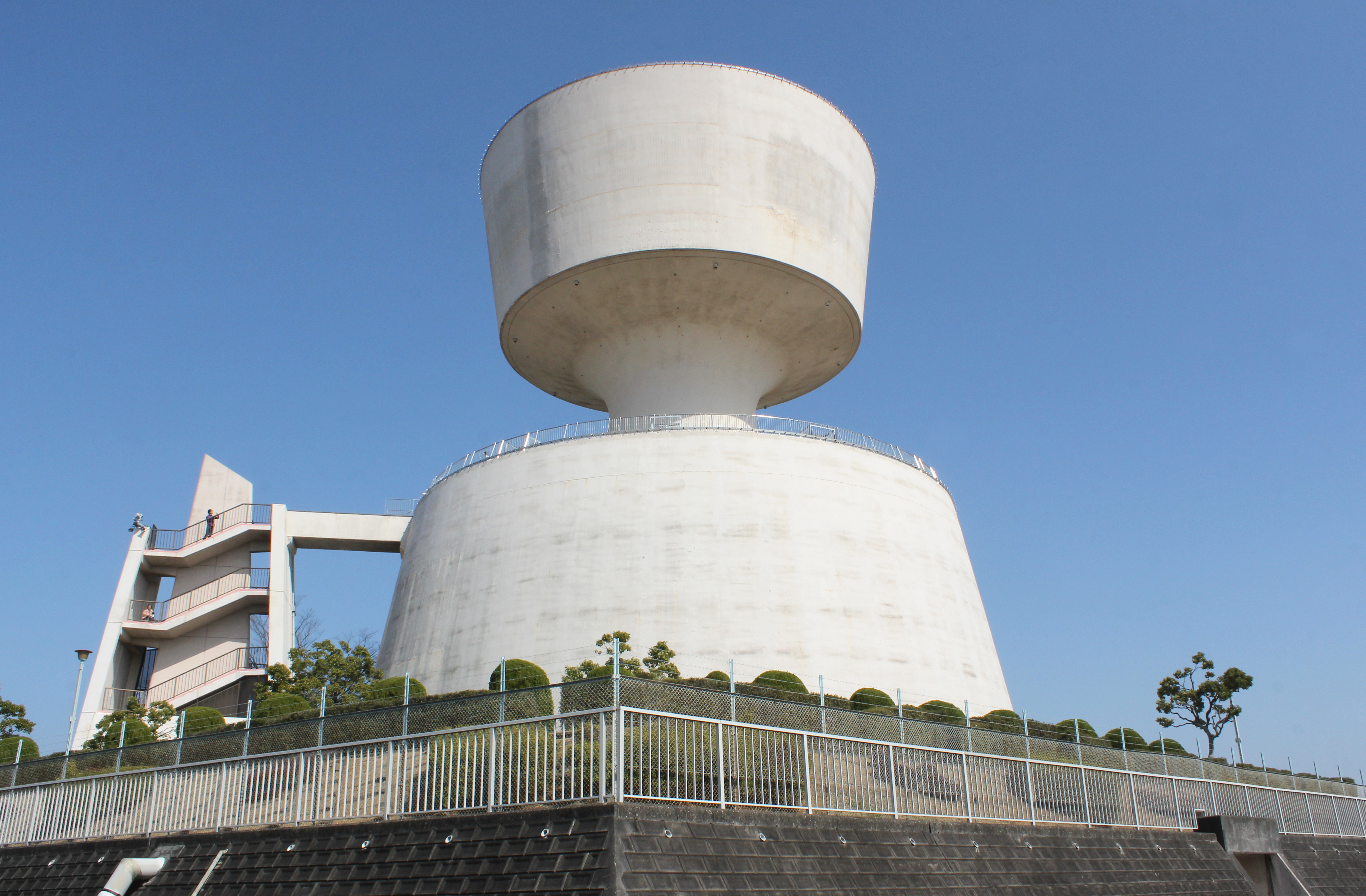
2層式の配水塔
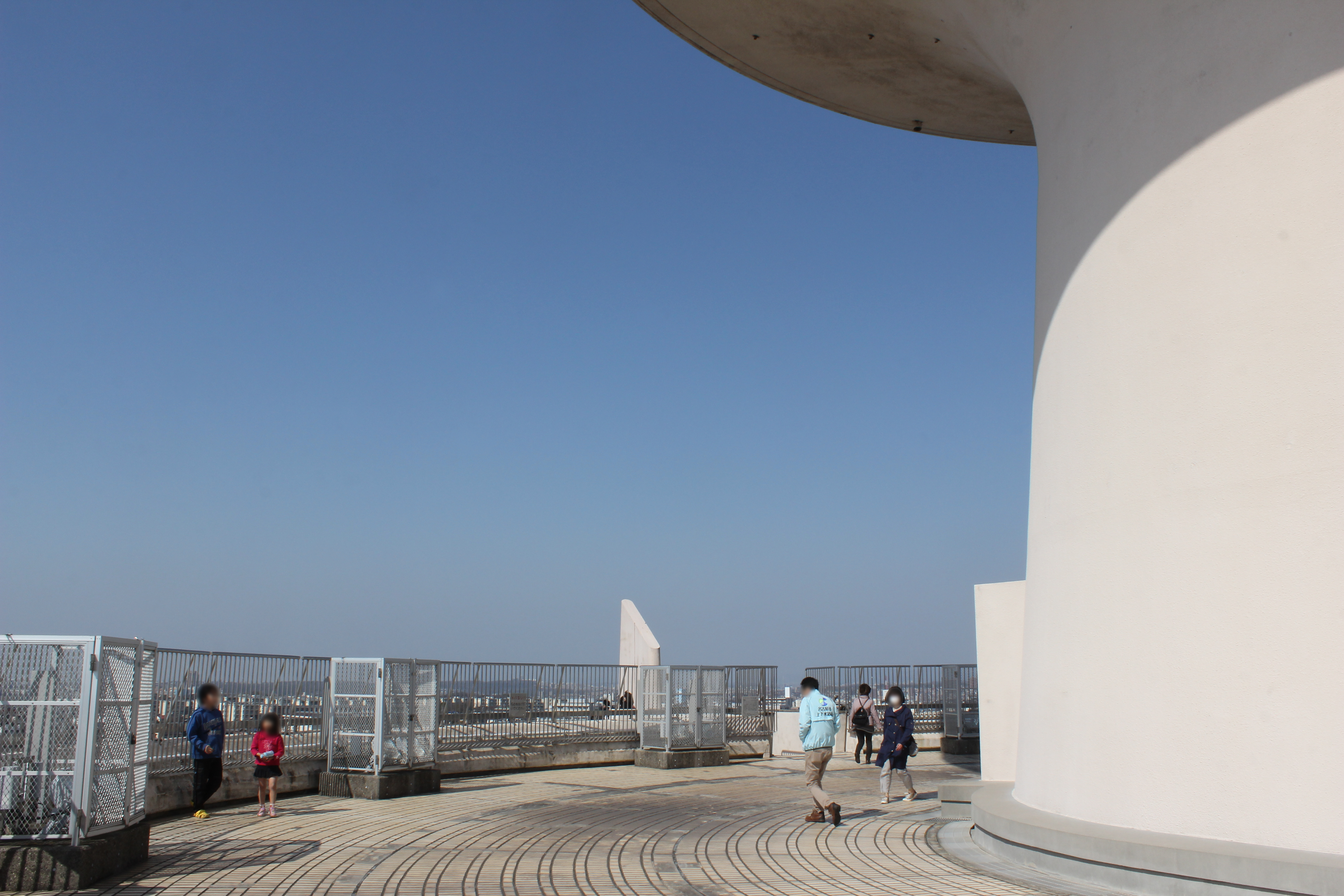
一般公開時の模様
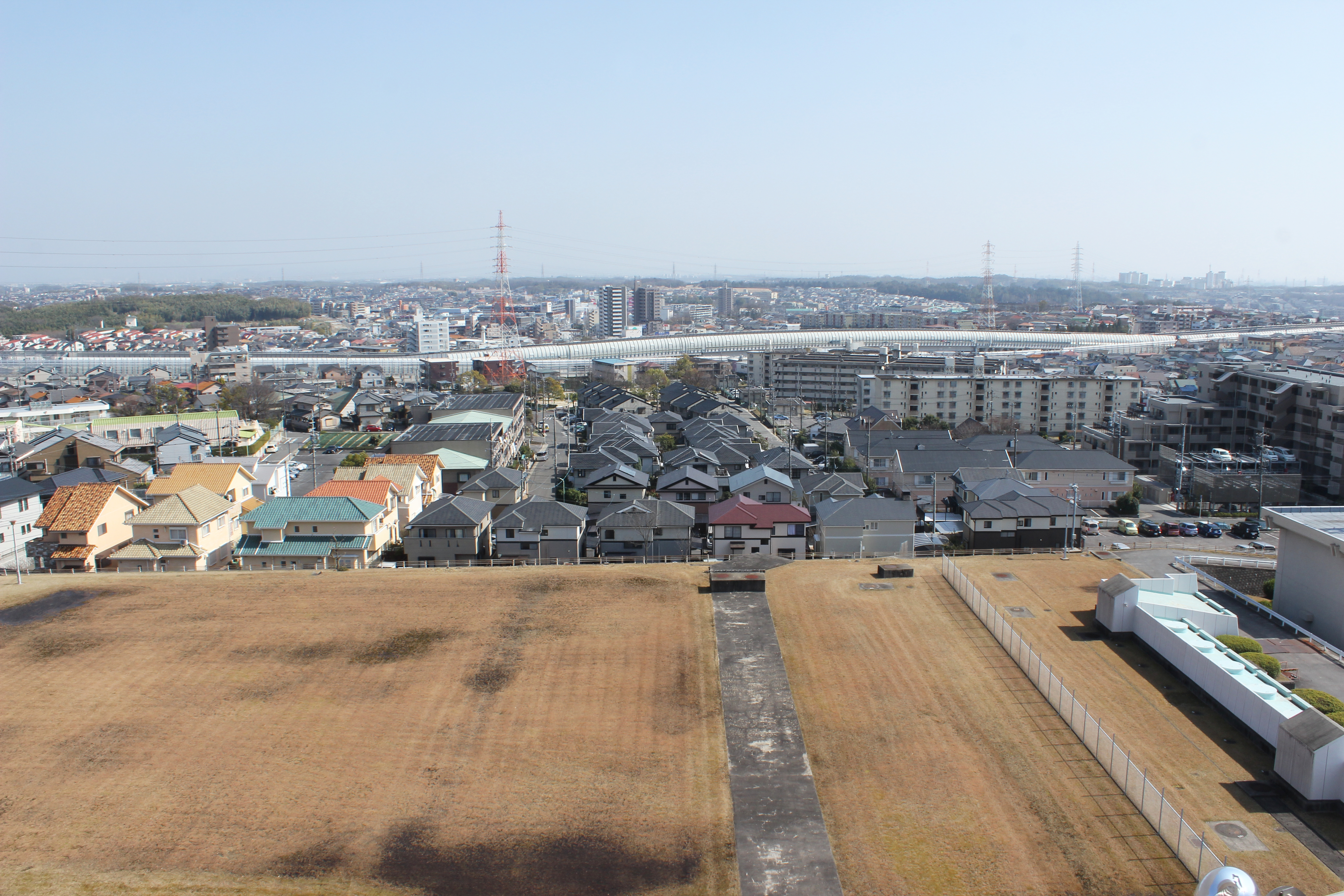
配水塔から緑区東部を望む。下の空地は配水池である。奥の高架道路は名古屋第二環状自動車道。
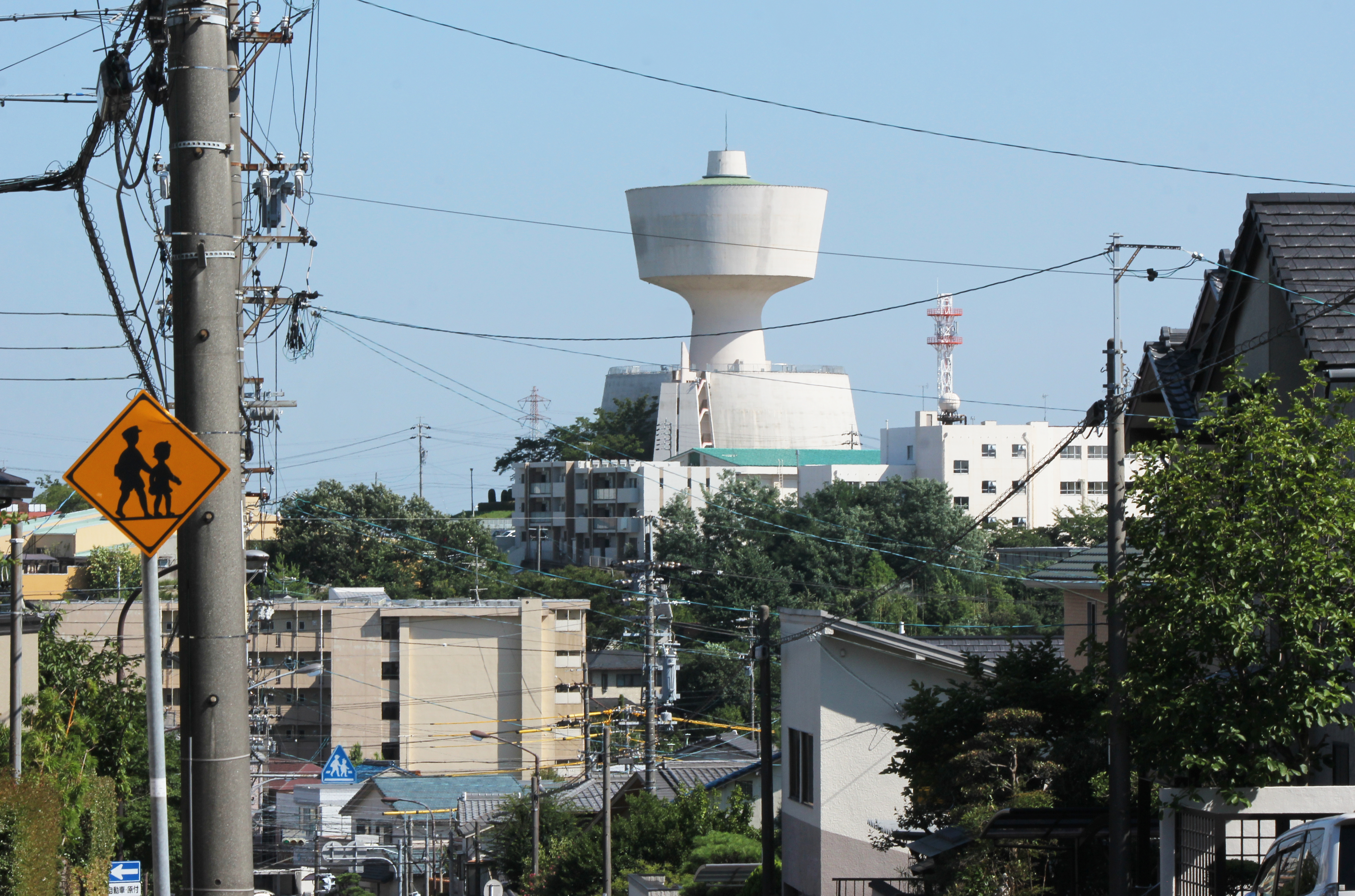
丘陵地帯に配水するため高台に設置されている。
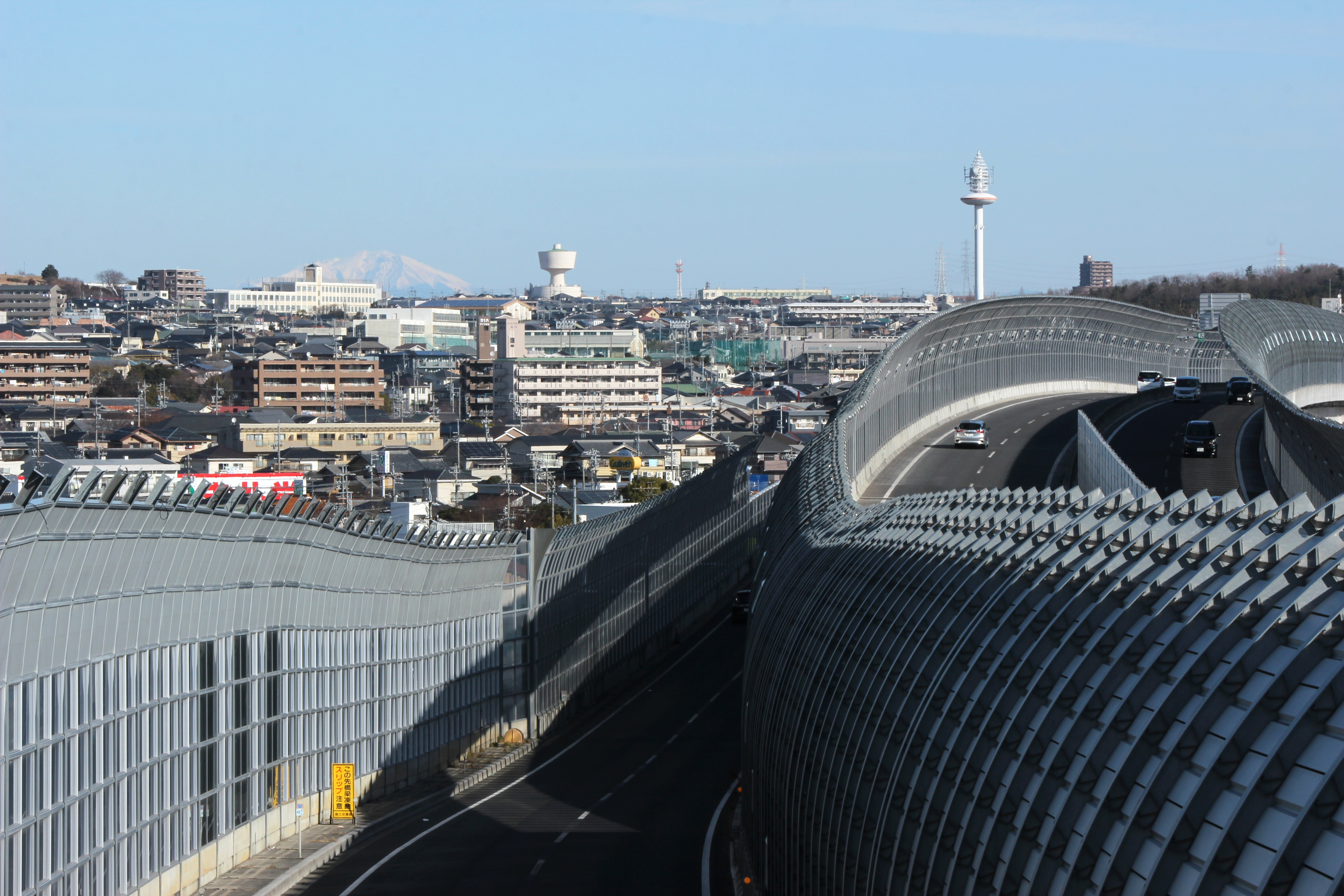
名古屋市緑区平子が丘付近から望む。遠方からでも目立つ配水塔。手前道路は国道302号と名古屋第二環状自動車道。配水場の左側には冠雪した御嶽山を望む。
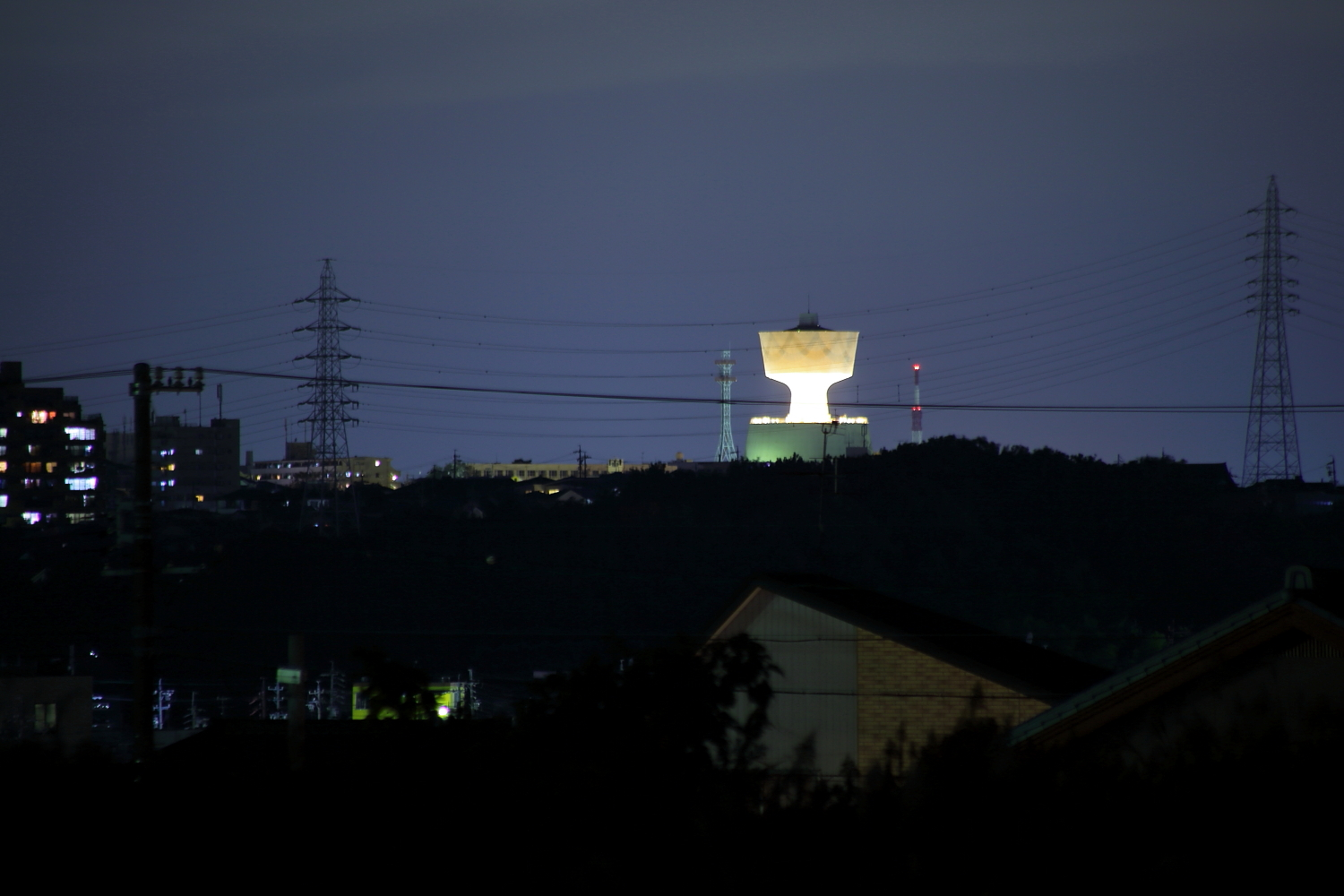
ライトアップされた配水塔
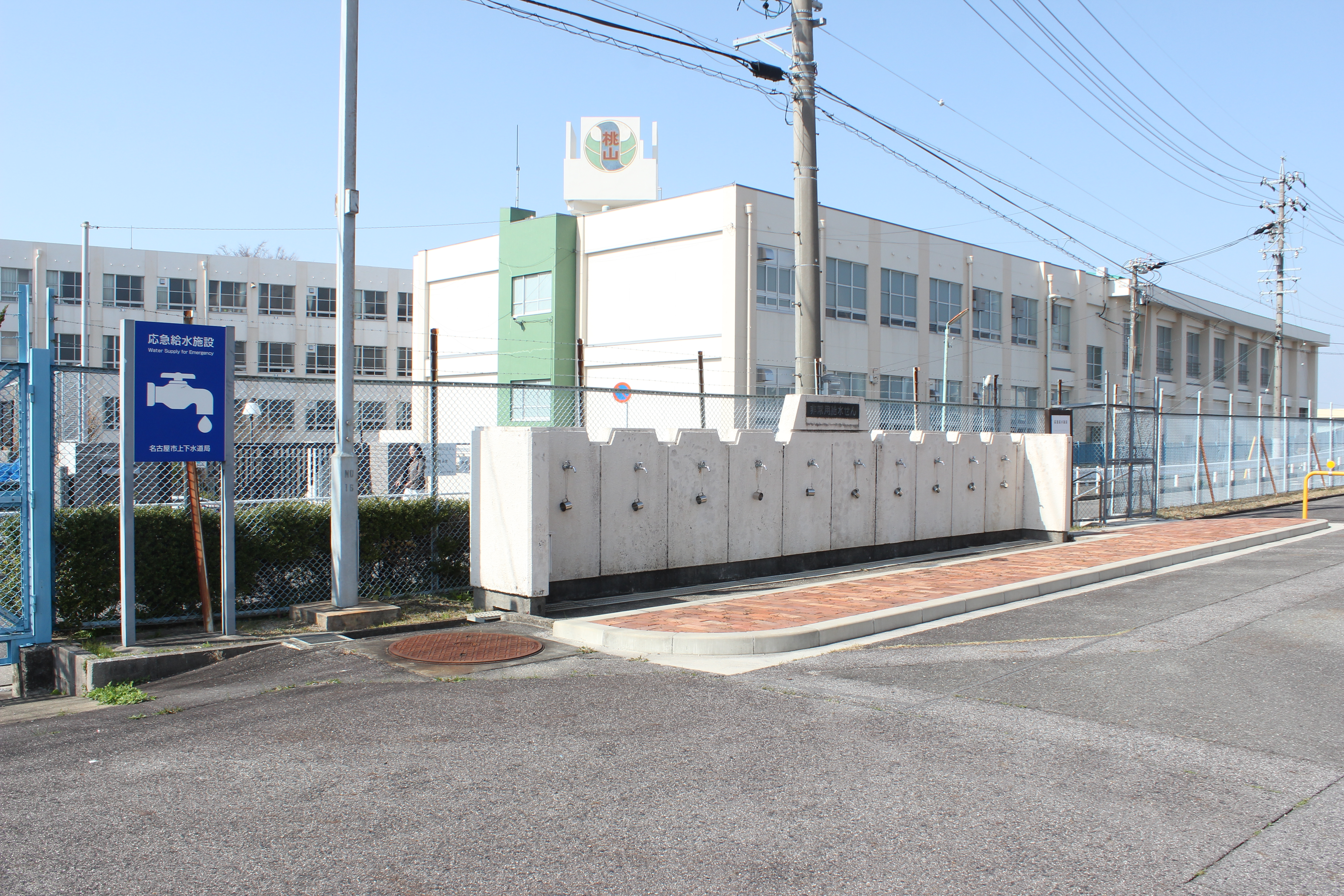
応急給水施設
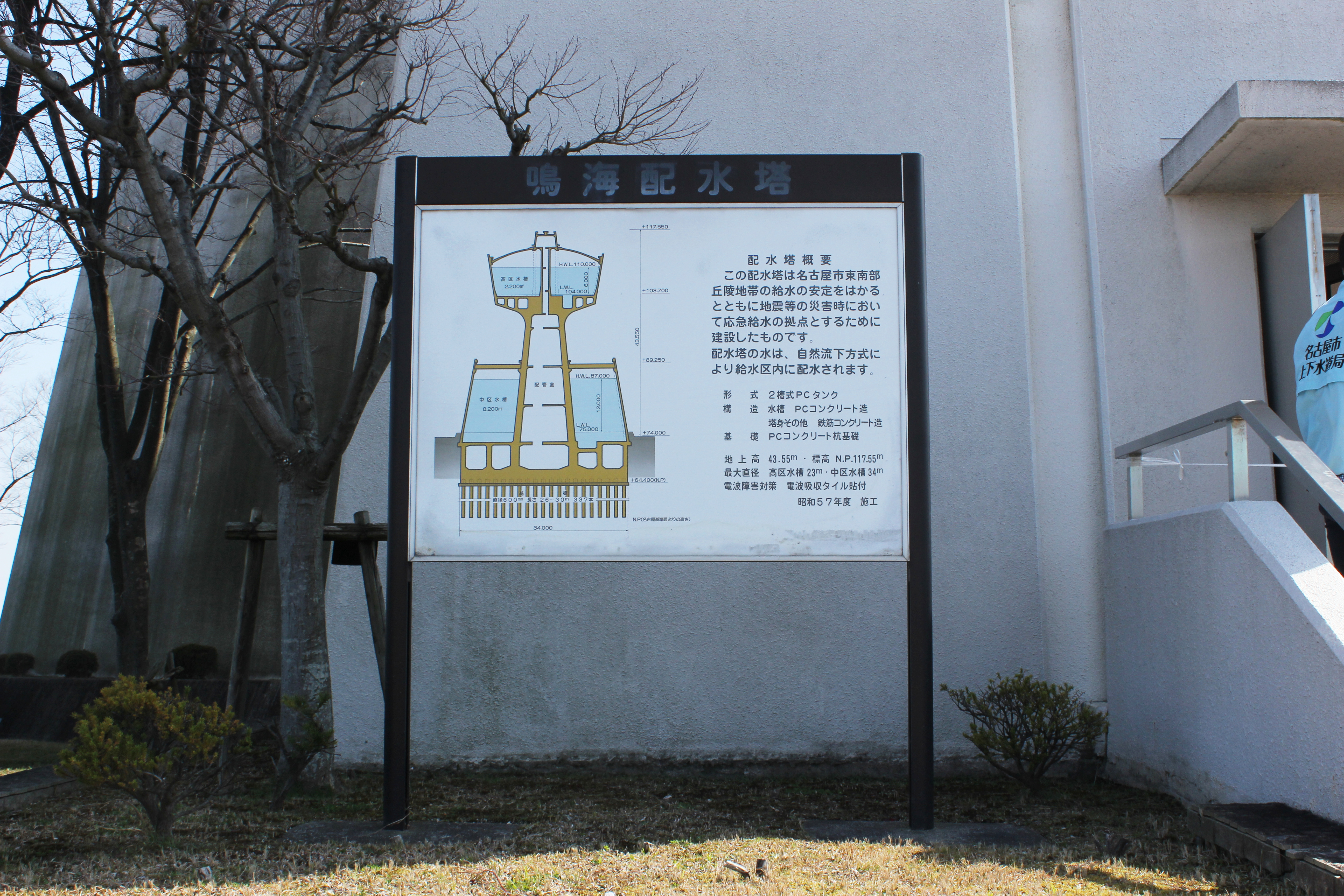
一般向け案内板

## アクセス
- 名古屋市営地下鉄桜通線 神沢駅出口から名古屋市道東海橋線（東海通）を西北方向に直進。